# Grimm (sezonul 2)
Sezonul 2 al serialului NBC Grimm a avut premiera la 13 august 2012 și s-a terminat la 21 mai 2013. Este format din 22 de episoade.  Serialul este creat de David Greenwalt, Jim Kouf și Stephen Carpenter și prezintă viața lui Nick Burkhardt, un descendent al liniei genealogice Grimm.

## Distribuție

### Roluri principale
- David Giuntoli - Nick Burkhardt
- Russell Hornsby - Hank Griffin
- Bitsie Tulloch - Juliette Silverton
- Silas Weir Mitchell - Monroe
- Sasha Roiz - Captain Sean Renard
- Reggie Lee - Sergeant Drew Wu
- Bree Turner - Rosalee Calvert
- Claire Coffee - Adalind Schade

### Roluri secundare
- Robert Blanche - Franco
- Christian Lagadec - Sebastien
- Danny Bruno - Bud Wurstner
- James Frain - Eric Renard
- Mary McDonald-Lewis - Frau Pech
- Sharon Sachs - Dr. Harper
- Shohreh Aghdashloo - Stefania Vaduva Popescu
- Michael Grant Terry - Ryan Smulson
- Bertila Damas - Pilar
- Reg E. Cathey - Baron Samedi
- Mary Elizabeth Mastrantonio - Kelly Burkhardt
- Jessica Tuck - Catherine Schade
- Lisa Vidal - Lauren Castro
- Mike Dopud - Marnassier
- Jim Crino - Leroy Estes
- Robert Alan Barnett - Matthew

## Episoade
| Nr. în serial | Nr. în sezon | Titlu                      | Regia            | Scenariu                                                   | Premeira           | Cod producție | Telespectatori SUA (milioane) |
| --- | ------------ | -------------------------- | ---------------- | ---------------------------------------------------------- | ------------------ | ------------- | ----------------------------- |
| 23 | 1            | „Bad Teeth”                | Norberto Barba   | Jim Kouf & David Greenwalt                                 | 13 august 2012     | 201           | 5.64                          |
| Opening quote: "The blood-dimmed tide is loosed, and everywhere the ceremony of innocence is drowned." |              |                            |                  |                                                            |                    |               |                               |
| 24 | 2            | „The Kiss”                 | Terrence O'Hara  | Jim Kouf & David Greenwalt                                 | 20 august 2012     | 202           | 4.90                          |
| Opening quote: "If a man of pure heart were to fall in love with her, that would bring her back to life." |              |                            |                  |                                                            |                    |               |                               |
| 25 | 3            | „Bad Moon Rising”          | David Solomon    | Richard Hatem                                              | 27 august 2012     | 203           | 4.67                          |
| Opening quote: "Then she began to weep bitterly, and said, 'What can a poor girl like me do now?" |              |                            |                  |                                                            |                    |               |                               |
| 26 | 4            | „Quill”                    | David Straiton   | David Simkins                                              | 3 septembrie 2012  | 204           | 4.62                          |
| Opening quote: "Death stood behind him, and said: 'Follow me, the hour of your departure from this world has come.'" |              |                            |                  |                                                            |                    |               |                               |
| 27 | 5            | „The Good Shepherd”        | Steven DePaul    | Dan E. Fesman                                              | 28 septembrie 2012 | 205           | 5.32                          |
| Opening quote: "Dressed in the skin, the wolf strolled into the pasture with the Sheep. Soon a little Lamb was following him about and was quickly led away to slaughter."                                                        |              |                            |                  |                                                            |                    |               |                               |
| 28 | 6            | „Over My Dead Body”        | Rob Bailey       | Spiro Skentzos                                             | 5 octombrie 2012   | 206           | 5.29                          |
| Opening quote: "Whilst he thus gazed before him, he saw a snake creep out of a corner of the vault and approach the dead body."                                                                                                   |              |                            |                  |                                                            |                    |               |                               |
| 29 | 7            | „The Bottle Imp”           | Darnell Martin   | Alan DiFiore                                               | 12 octombrie 2012  | 207           | 5.01                          |
| Opening quote: "Let me out, let me out,' the spirit cried. And the boy, thinking no evil, drew the cork out of the bottle." |              |                            |                  |                                                            |                    |               |                               |
| 30 | 8            | „The Other Side”           | Eric Laneuville  | William Bigelow                                            | 19 octombrie 2012  | 208           | 5.03                          |
| Opening quote: "I thought of making myself a beautiful wooden marionette. It must be wonderful, one that can dance, fence and turn somersaults."                                                                                  |              |                            |                  |                                                            |                    |               |                               |
| 31 | 9            | „La Llorona”               | Holly Dale       | Akela Cooper                                               | 26 octombrie 2012  | 209           | 6.11                          |
| Opening quote: "On many a dark night people would see her walking along the riverbank and crying for her children." |              |                            |                  |                                                            |                    |               |                               |
| 32 | 10           | „The Hour of Death”        | Peter Werner     | Sean Calder                                                | 2 noiembrie 2012   | 210           | 5.64                          |
| Opening quote: "And branded upon the beast, the mark of his kin. For none shall live whom they have seen." (Source: The fictional in-universe work Albträume für Wesen Kinder, meaning Nightmares for Wesen Children in English.) |              |                            |                  |                                                            |                    |               |                               |
| 33 | 11           | „To Protect and Serve Man” | Omar Madha       | Dan E. Fesman                                              | 9 noiembrie 2012   | 211           | 5.21                          |
| Opening quote: "The beast was simply the Call of the Wild personified... which some natures hear to their own destruction." |              |                            |                  |                                                            |                    |               |                               |
| 34 | 12           | „Season of the Hexenbiest” | Karen Gaviola    | Story by: Jim Kouf Teleplay by: Jim Kouf & David Greenwalt | 16 noiembrie 2012  | 212           | 5.03                          |
| Opening quote: "Oh! There is a terrible witch in that house who spewed her poison over me and scratched me with her long fingernails."                                                                                            |              |                            |                  |                                                            |                    |               |                               |
| 35 | 13           | „Face Off”                 | Terrence O'Hara  | Jim Kouf & David Greenwalt                                 | 8 martie 2013      | 213           | 4.90                          |
| Opening quote: "The will to conquer is the first condition of victory." |              |                            |                  |                                                            |                    |               |                               |
| 36 | 14           | „Natural Born Wesen”       | Michael Watkins  | Thomas Ian Griffith & Mary Page Keller                     | 15 martie 2013     | 214           | 4.91                          |
| Opening quote: "So the animals debated how they might drive the robbers out, and at last settled on an idea." |              |                            |                  |                                                            |                    |               |                               |
| 37 | 15           | „Mr. Sandman”              | Norberto Barba   | Alan DiFiore                                               | 22 martie 2013     | 215           | 5.00                          |
| Opening quote: "Now we've got eyes — eyes — a beautiful pair of children's eyes," he whispered. |              |                            |                  |                                                            |                    |               |                               |
| 38 | 16           | „Nameless”                 | Charles Haid     | Akela Cooper                                               | 29 martie 2013     | 216           | 4.86                          |
| Opening quote: "Then he seized his left foot with both hands in such a fury that he split in two." |              |                            |                  |                                                            |                    |               |                               |
| 39 | 17           | „One Angry Fuchsbau”       | Terrence O'Hara  | Richard Hatem                                              | 5 aprilie 2013     | 217           | 5.13                          |
| Opening quote: "He sang a sweet song in tones so full and soft that no human ear could resist them nor fathom their origin..." (Source: The quotation is inspired by, but not actually from "The Garden of Paradise".)            |              |                            |                  |                                                            |                    |               |                               |
| 40 | 18           | „Volcanalis”               | David Grossman   | Jim Kouf & David Greenwalt                                 | 26 aprilie 2013    | 218           | 4.85                          |
| Opening quote: "The demon came home, and he declared that the air was not clear. 'I smell the flesh of man." |              |                            |                  |                                                            |                    |               |                               |
| 41 | 19           | „Endangered”               | David Straiton   | Spiro Skentzos                                             | 30 aprilie 2013    | 219           | 5.77                          |
| Opening quote: "They'll kill you, and I'll be here in the woods all alone and abandoned." |              |                            |                  |                                                            |                    |               |                               |
| 42 | 20           | „Kiss of the Muse”         | Tawnia McKiernan | Sean Calder                                                | 7 mai 2013         | 220           | 5.67                          |
| Opening quote: "Tell me O'Muse, from whatsoever source you may know them." |              |                            |                  |                                                            |                    |               |                               |
| 43 | 21           | „The Waking Dead”          | Steven DePaul    | Jim Kouf & David Greenwalt                                 | 14 mai 2013        | 221           | 5.36                          |
| Opening quote: "Papa Ghede is a handsom fellow in his hat and coat of black. Papa Ghede is going to the palace! He'll eat and drink when he gets back!"                                                                           |              |                            |                  |                                                            |                    |               |                               |
| 44 | 22           | „Goodnight, Sweet Grimm”   | Norberto Barba   | Jim Kouf & David Greenwalt                                 | 21 mai 2013        | 222           | 4.99                          |
| Opening quote: "And flights of angels sing thee to thy rest." |              |                            |                  |                                                            |                    |               |                               |